# 松井美里
松井 美里（まつい みさと、1989年7月15日 - ）は、日本のモデル、タレント、レポーターである。
福岡県出身・在住。レイ・ワールド(LEY-WORLD)所属。かつて、西日本鉄道（西鉄）広報イメージキャラクター『高宮はるか』として出演していた。九州朝日放送（KBC）にてレポーターとして活動している。

## 来歴
- 福岡都市圏で大学を卒業後、現在まで生活[1]。星座はかに座。
- 学生時代、軟式テニスに打ち込む[1]。高校に特待生で入学したほど[2]。
- 2009年11月、福岡市天神でスカウト（当時20歳）。モデル事務所に所属。地元情報誌などに登場[1]。ブライダル誌のモデル等をつとめるが当時は興味本位であった[2]。
- 西鉄の「高宮はるか」イメージキャラクターのオーディションに応募[1]。
  - CMに使用予定の絵コンテをもとに自己PRする課題で、『顔ちょうだい』と言われ顔を向けて走ってしまったり[2]、「あっ!」という驚きの声を発する演技を披露する。結果、採用される[1]。
- 2010年12月、西鉄の「高宮はるか」イメージキャラクターとして活動開始[2]。
- 2012年1月16日　毎日新聞西部夕刊にて、『上昇中!：「高宮はるか」は自然体　松井美里さん』掲載。（当時大学4年生）
- 2012年3月、地元大学卒業[2]。
- 2012年4月、KBC九州朝日放送『アサデス。』のお天気キャスターや『ドォーモ』のレポーターとして出演を開始[2]。
- 2012年夏、日刊工業新聞『KATSU』に掲載。
- 2014年3月、西鉄の「高宮はるか」が広報室を卒業のためイメージキャラクターとして活動終了。[3]
- 2014年11月、福岡県みやま市にて行われた『第4回まるごとみやま秋穫祭』に参加[4]。
- 2014年12月、豊和銀行のCMに採用される[5][6]。
- 2016年4月、KBC九州朝日放送『アサデス。』のレポーターとして出演を再開。

## 人物
- 趣味は、スノーボード[1]、スイーツを食べること[7]、お菓子作り（チーズケーキが得意）[2]、車[7]。
- 西鉄の広告では、依頼主から「かわいい」「親しみやすい」と好評。そのためか、街を歩けばサインや写真撮影を求められる[1]。
- 福岡出身者として東京への活躍、および、ファッションショーを夢見ている[2]。
- 仕事を、仕事と思って淡々とやらず楽しもうという感覚で、をモットーとしている[2]。
- 『アサデス。』の撮影時は3時起きで、4時30分テレビ局入りだが、朝に弱い[2]。
- 仕事の前にはバナナを食べる習慣がある[2]。
- 『毎日笑顔。毎日感謝。Happy Smile☆』を常にブログの最後につけている。
- 両親が結構大きな家庭菜園をしている。（2012年9月7日ブログ）
- 2012年9月、出演の2週間前の『アサデス。』の内村麻美と衣装が完全に一緒だったことがある[8]。
- マリー(我が家の猫) を飼っている[9]。

## 主な出演

### テレビ番組
- アサデス。（九州朝日放送）
- ドォーモ（九州朝日放送）
- アサデス。2017年12月29日中継リポーター卒業。

### CMなど
- 高宮はるか（西日本鉄道　広報　イメージキャラクター）
- 豊和銀行のCM